# Эвакуация населения Северной Норвегии

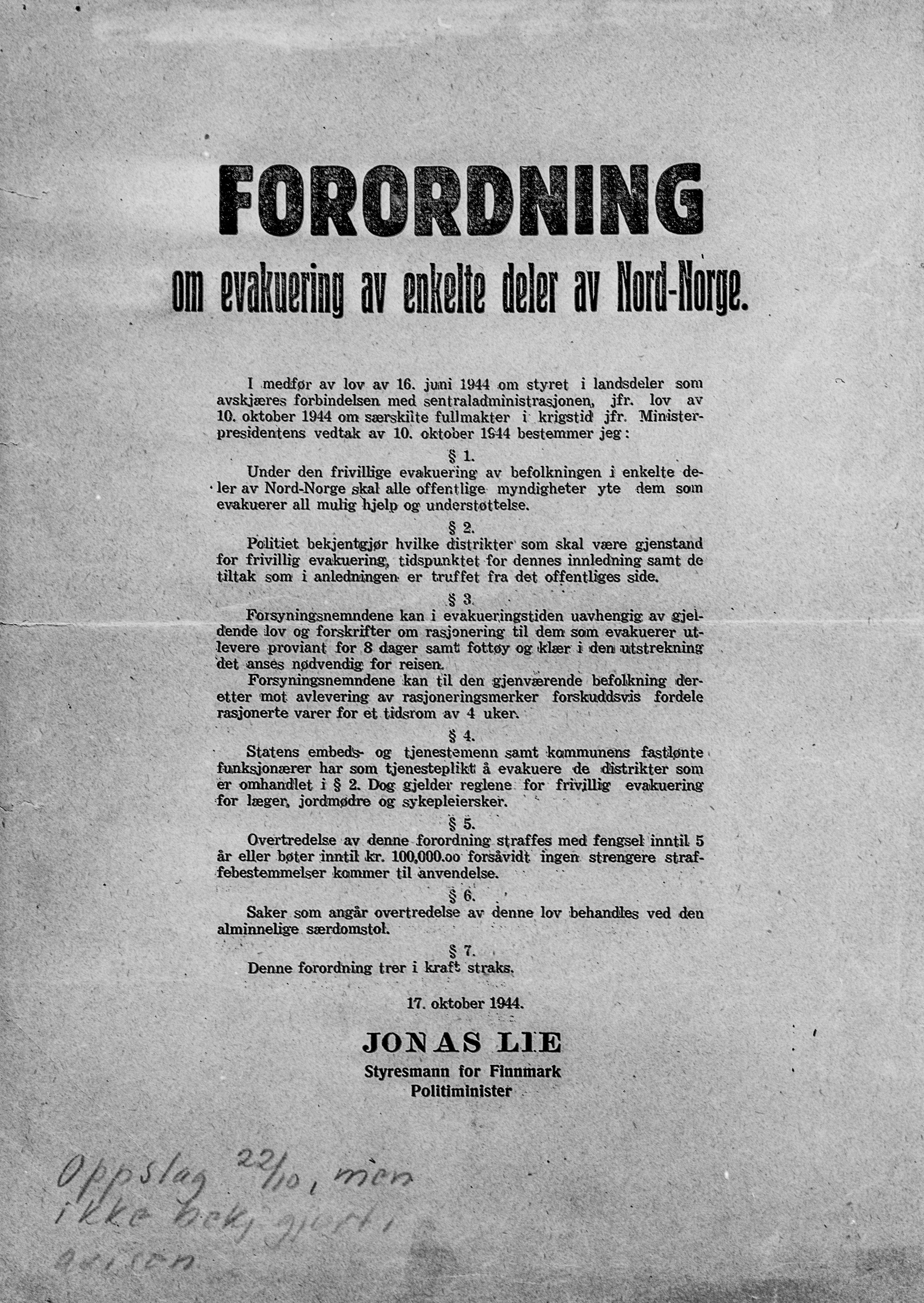
Приказ министра коллаборационистского норвежского правительства Юнаса Ли об эвакуации Северной Норвегии от 17 октября 1944 года

Эвакуа́ция населе́ния Се́верной Норве́гии — принудительное переселение гражданского населения Финнмарка и Северного Тромсё в октябре — декабре 1944 года немецкими оккупационными властями в связи с вступлением советских войск в Северную Норвегию. Всего было переселено за оборонительную линию в Люнгене около 45 тысяч человек — около двух третей гражданского населения Финнмарка. Более 80 % жилых домов и объектов инфраструктуры на оставляемых территориях были сожжены немцами при отступлении. В результате выселения умерло около 300 норвежцев. Целью переселения было недопущение присоединения норвежского населения к норвежскому движению Сопротивления. Около 1 тысячи мужчин-норвежцев, избежавших выселения, вступили в вооруженные силы, созданные на освобожденной территории Северной Норвегии норвежским правительством в изгнании при поддержке РККА.

## Предыстория

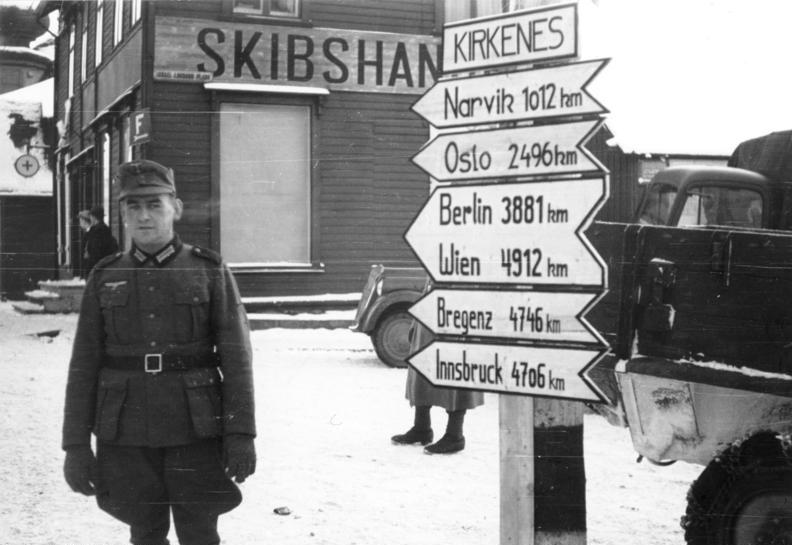
Австрийский стрелок немецкого горного корпуса «Норвегия» в Киркенесе (1941)

Северная Норвегия была оккупирована немецкими войсками в июне 1940 года после разгрома союзных сил под Нарвиком. В то время Северная Норвегия (Финнмарк и Северный Тромсе) представляла собой малонаселенную гористую местность, где проживали около 75 тысяч норвежских гражданских лиц. На эту территорию были введены немецкие оккупационные силы численностью более 50 тысяч человек. Согласно нацистской расовой теории норвежцы рассматривались как принадлежавшие к «германской» расе и к ним (если они не сопротивлялись) предписывалось относиться с «мягкостью».
С июня 1941 года начались боевые действия между немецко-финскими и советскими войсками. Северная Норвегия стала тылом немецких войск, откуда совершались налеты по союзным конвоям. Боевые действия на норвежской территории возобновились 30 июля 1941 года, когда британские самолеты нанесли удар по кораблям, стоявшим в Киркенесе.
Норвежское правительство с 1940 года находилось в Лондоне в качестве союзника Великобритании. 28 мая 1941 года оно заключило с британским правительством военный договор, согласно которому норвежские части на территории Великобритании должны были включаться в британские вооруженные силы и находиться под британским командованием, а также провозглашалась цель восстановления свободы и независимости Норвегии. Таким образом, планировалось освобождение Норвегии британскими силами совместно с небольшими норвежскими частями.
Осенью 1943 года союзники СССР разработали план «Рэнкин В», который предусматривал высадки союзников на юге и на севере Норвегии. Допускалась высадка в Норвегии ограниченного контингента Шотландского командования британских вооруженных сил во главе с генералом Э. Торном. При планировании освобождения Норвегии союзники вообще не учитывали фактор СССР. Норвежское правительство в изгнании желало союзной высадки в Норвегии, чтобы немцы не успели разорить страну. Норвежское правительство неоднократно выступало с инициативами по размещению союзных войск в Северной Норвегии. Однако стало ясно, что западные союзники не проявляют особого внимания к просьбам норвежского правительства о подготовке освобождения Норвегии.
В итоге норвежское правительство обратилось к советским властям. В марте 1944 года норвежский министр иностранных дел Т. Ли заявил советскому послу при союзных правительствах В. З. Лебедеву, что Норвегия хочет (в случае выхода Финляндии из войны) направить на советскую территорию норвежские войска, созданные по принципу норвежских войск в Великобритании — для участия в боях против немцев. Т. Ли сообщил, что норвежское правительство согласно оплатить все расходы по формированию и содержанию таких частей. Т. Ли рассказал, что в Швеции проживает около 17 тысяч норвежских граждан, которые хотят воевать с немцами, из которой 9,2 тысячи проходят обучение и тренировку (для прикрытия они официально названы «полицейскими силами»). Т. Ли заверил, что власти Швеции не будут препятствовать переходу этими силами норвежской границы. Т. Ли предложил те же принципы формирования норвежских сил на территории СССР, что в Великобритании: норвежский рядовой и офицерский состав, подчинение командованию РККА, комплектованием снаряжением и вооружением от советской стороны. При этом (хотя норвежская сторона пожелала, чтобы эти части воевали в Норвегии) советское командование могло отправить эти части туда, куда сочтет нужным. Советское правительство согласилось на норвежское предложение. 13 марта 1944 года В. З. Лебедев посетил норвежское министерство иностранных дел в Лондоне и зачитал Т. Ли телеграмму советского правительства:

Советское правительство готово уважить просьбу Норвежского правительства и, в случае выхода Финляндии из войны, принять норвежских воинов для организации норвежской воинской части в количестве нескольких батальонов или даже дивизий, в целях борьбы против немцев на советско-германском фронте. Советское правительство примет все меры к обеспечению этих частей вооружением…
25 апреля 1944 года министр иностранных дел Норвегии Т. Ли направил В. З. Лебедеву личную ноту о необходимости провести переговоры по организации норвежской гражданской администрации на освобождаемой территории Норвегии «с тем, чтобы заранее договориться о формах сотрудничества, которое должно иметь место в случае, если в Норвегии дело дойдет до военных операций». Британская сторона также проявила инициативу. 2 мая 1944 года британский министр иностранных дел Э. Иден вручил советскому послу в Великобритании Ф. Т. Гусеву памятную записку о предстоящем подписании соглашений о гражданской администрации и юрисдикции на территории Бельгии, Голландии и Норвегии после их освобождения союзными войсками. В ответе (вручен заместителю министра иностранных дел Великобритании О. Сарженту 5 мая 1944 года), сообщая об отсутствии возражений касательно подписания данных соглашений Великобритании с Бельгией и Голландией, советское правительство также информировало британскую сторону о норвежском предложении и сообщало, что выскажет «свою точку зрения по вопросу англо-норвежского проекта после того, как будет достигнута договоренность между правительствами СССР и Норвегии о заключении соответствующего соглашения».
13 мая 1944 года Лебедев вручил Т. Ли памятную записку, в которой сообщалось следующее:

Советское Правительство считает возможным подписать без каких-либо изменений Соглашение, проект которого Вы, Господин Министр, вручили мне 4 мая…
16 мая 1944 года норвежское правительство заключило три отдельных соглашения о гражданской администрации на освобожденной норвежской территории: с СССР, США и Великобританией. Данное соглашение было заключено вопреки недовольству союзников СССР.
О соглашении было известно за рубежом — в «Правде» было напечатано сообщение о нем и об аналогичных соглашениях норвежской стороны с Великобританией и с США. Норвежская сторона тоже активно распространяла информацию о соглашении. В день подписания соглашения Т. Ли рассказал о нем по радио<. Советник советского посольства при союзных правительствах в Лондоне Н. Д. Кузнецов отмечал:

Вся норвежская общественность очень высоко оценила подписание договора. Во всех речах норвежских министров, выступавших 17 мая 1944 г. на торжественных собраниях среди норвежцев в Англии и в радиопередачах в Норвегию, подписанию договора было отведено важное место…
Финляндия вышла из войны в сентябре 1944 года. Однако переход советскими войсками норвежской границы 18 октября 1944 года стал неожиданностью для норвежской стороны — правительство в Лондоне решило, что советская сторона намеренно скрыла от норвежцев дату наступления. Норвежский историк Свен Хольтсмарк считает, что В. М. Молотов скорее всего не знал точного времени перехода советскими войсками норвежской границы. Только 15 октября 1944 года командующий Карельским фронтом К. А. Мерецков запросил у Ставки разрешения двинуть войска на территорию Норвегии. Через день норвежский посол Р. Андворд передал в Народный комиссариат иностранных дел СССР меморандум с предложением о совместном участии норвежских и советских войск в освобождении Норвегии. 18 октября 1944 года В. М. Молотов встретился с Р. Андрводом: поблагодарил норвежского посла за предложение, сообщил о предстоящем преследовании немцев по норвежской территории и рассказал, что советское правительство поддерживает идею размещения в СССР норвежских войск.

## Приказ Гитлера о принудительной эвакуации

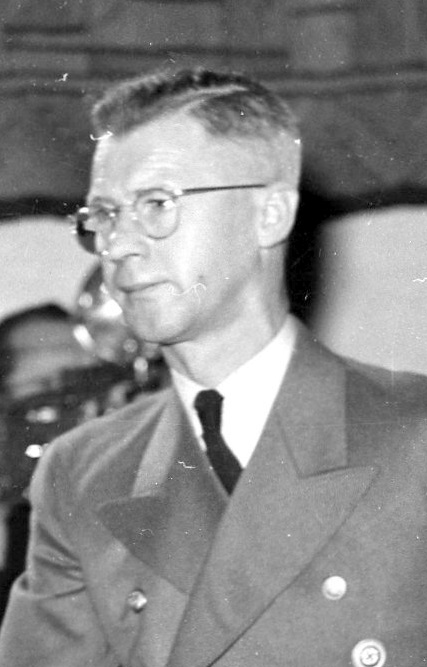
Йозеф Тербовен, инициатор эвакуации населения Северной Норвегии

По мнению историков, инициатива выселения жителей Финнмарка исходила от Йозефа Тербовена, который убедил Гитлера в необходимости этой меры. Тербовен считал, что оставленные при оставлении Финнмарка гражданские лица станут партизанами и окажут помощь РККА или западным союзникам, которые смогут восстановить в Северной Норвегии власть норвежского королевского правительства. Приказ А. Гитлера от 28 октября 1944 года предусматривал (с использованием силы при необходимости) эвакуировать все население Северной Норвегии за оборонительную позицию в Люнгене, оставленные дома сжечь, объекты инфраструктуры разрушить. В приказе отмечалось: «Жалость к гражданскому населению неуместна». Л. Рендулич еще до издания приказа Гитлера направил телеграмму на фронт, в которой сообщал, что вермахт не должен заниматься полной эвакуацией населения Финнмарка. Рендулич считал, что армии не следовало гоняться за гражданскими лицами, которые не хотят уезжать.
Оккупационные власти Норвегии разработали план приема, транспортировки и размещения эвакуированных. Помощь выселенным финансировалась коллаборационистским правительством В. Квислинга. Также оккупационные власти еще до приказа Гитлера приняли нормативные документы, обязывающие населения эвакуироваться. Так постановление об обязательной эвакуации, подписанное министром коллаборационистского правительства Ю. Ли, датировано 17 октября 1944 года. Немецкие оккупанты и коллаборационистское норвежское правительство ожидали, что норвежское население с радостью согласится на эвакуацию. Однако добровольно согласились в основном коллаборационисты и норвежские нацисты.

## Ход эвакуации

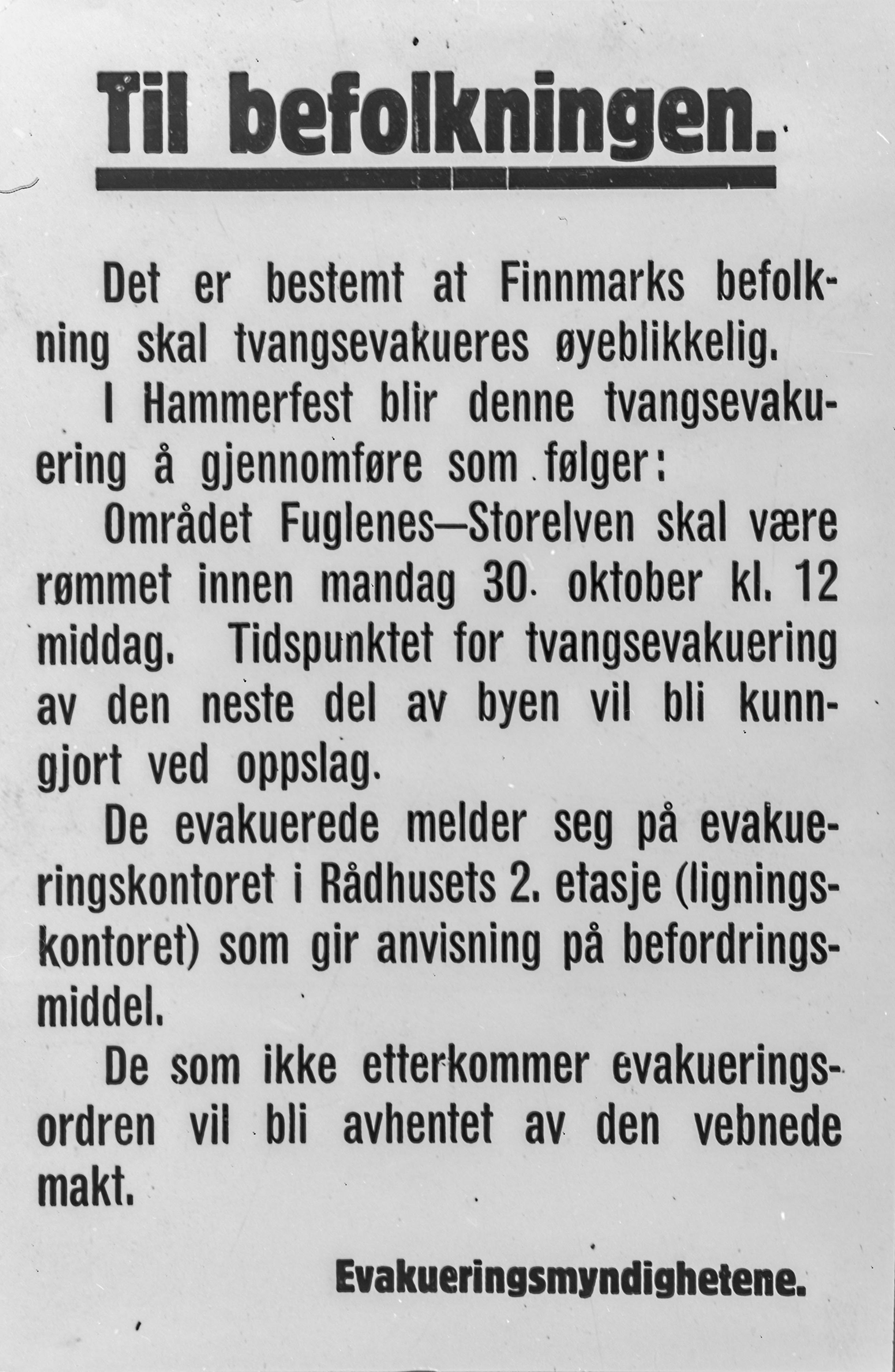
Текст немецкого плаката в Хаммерфесте об обязательной эвакуации

Гражданское население Северной Норвегии грузили на переполненные суда и заставляли двигаться по шоссейным дорогами. Разрешалось для эвакуации использовать личные рыбацкие суда. Тех, кто не хотел, немецкие военнослужащие уводили принудительно.
По морю эвакуированные доставлялись в Тромсё, где их принимала норвежская гражданская администрация, которая обеспечивала прибывших медицинской помощью и продовольствием. Также помощь оказали проживавшие в пунктах прибытия родственники, которые были у многих эвакуированных.

## Сопротивление эвакуации
Норвежское движение сопротивления призвало население сопротивляться эвакуации.

### Спасение с острова Сёрёйа
На Сёрёйа уклонились от эвакуации около 1000 жителей. Против них совершали рейды немецкие части. В феврале 1945 года британские военные корабли эвакуировали большинство жителей острова через Мурманск в Шотландию. На Сёрёйа был оставлен небольшой норвежский отряд.

## Результаты эвакуации
В результате эвакуации погибло около 300 норвежцев. Также немцы сожгли около 80 — 85 % жилых зданий и ферм, разрушили церкви, административные здания и школы. 70 тысяч человек остались без крова. Немцам удалось угнать около 45 тысяч человек. Еще 20 — 25 тысяч жителей Финнмарка смогли избежать эвакуации — частично из-за того, что оказались вблизи наступающей Красной Армии, частично из-за того, что смогли укрыться в пещерах и землянках

### Потери среди эвакуированных
Немецкие власти предполагали, что погибнет до 40 % выселенных. Историк Ф. Фагертюн отмечает, что в ходе транспортировки погибли 25 — 30 норвежцев, а еще около 280 человек умерли по причинам, напрямую связанным с выселением. Историк Ф. Фагертюн отмечал следующие причины столь низких потерь:
- Необычайно хорошая погода;
- Хорошая организация помощи эвакуированным в городах, куда они прибыли (например, в Тромсё);
- Разрешение многим эвакуированным пользоваться личными лодками.

### Уничтожение жилищного фонда и инфраструктуры
В Северной Норвегии немцы разрушили 10 тысяч частных домов, уцелели 15 — 20 % жилых зданий и ферм. Также были уничтожены школы, церкви, государственные и административные здания. Ущерб, понесенный Северной Норвегией был больше, чем в Лапландии, где немцы сожгли треть строений.

## Положение не эвакуировавшегося населения

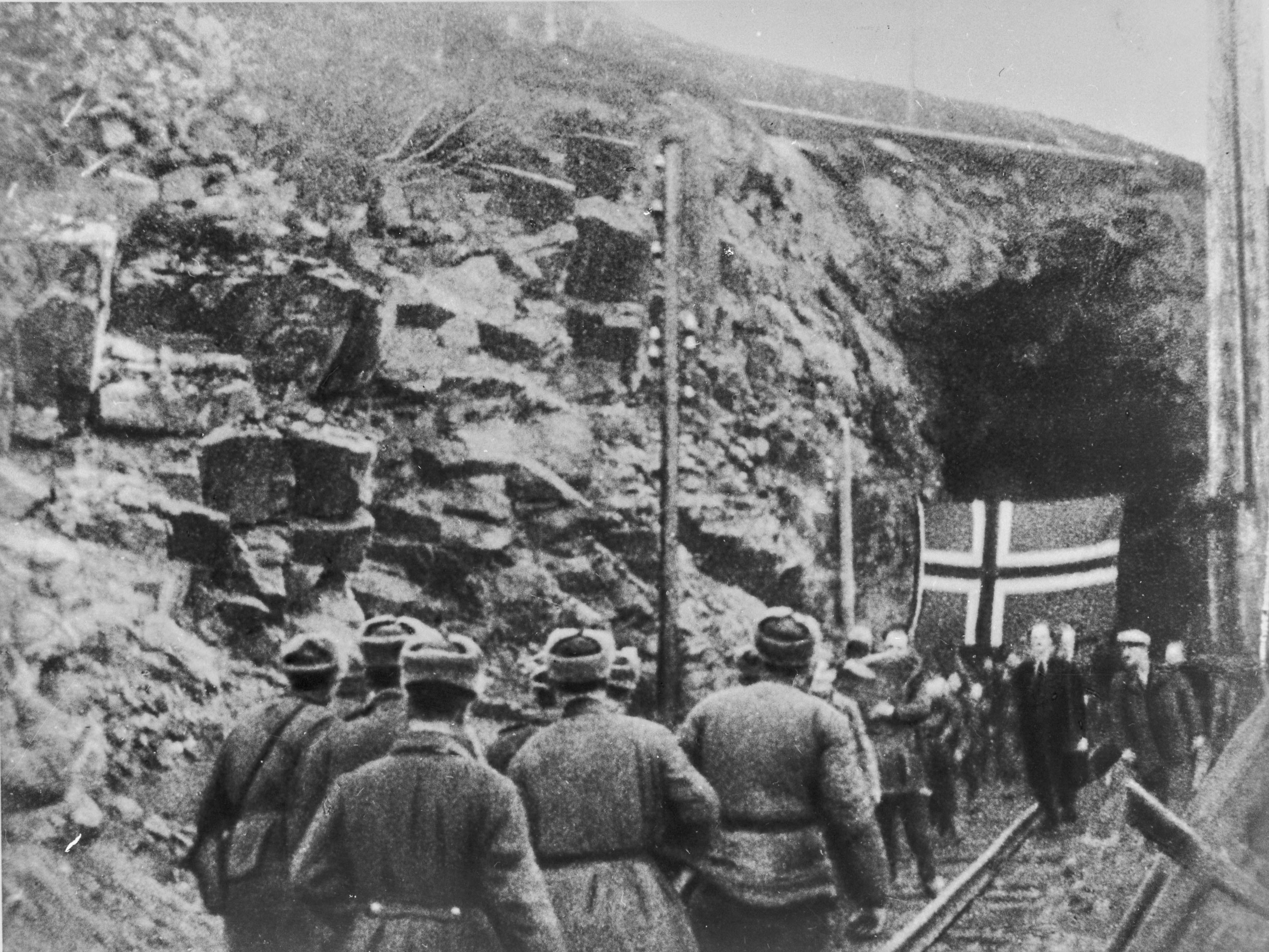
Жители Финнмарка встречают советских солдат

Советские войска освободили Северную Норвегию примерно за 19 дней — с 18 октября по 6 ноября 1944 года — в ходе Петсамо-Киркенесской операции. Советские войска оставались в Восточном Финнмарке до 25 сентября 1945 года. Около 25 тысяч норвежцев смогли избежать эвакуации.
На территорию освобожденного Финнмарка были введены немногочисленные норвежские войска. Первый норвежский отряд прибыл в Мурманск 6 ноября 1944 года и вступил на территорию Финнмарка 11 ноября 1944 года. Всего прибыло 230 солдат (с учетом военной миссии — 300 военнослужащих). Командовал норвежским контингентом и (одновременно) норвежской военной миссией полковник А. Д. Даль.

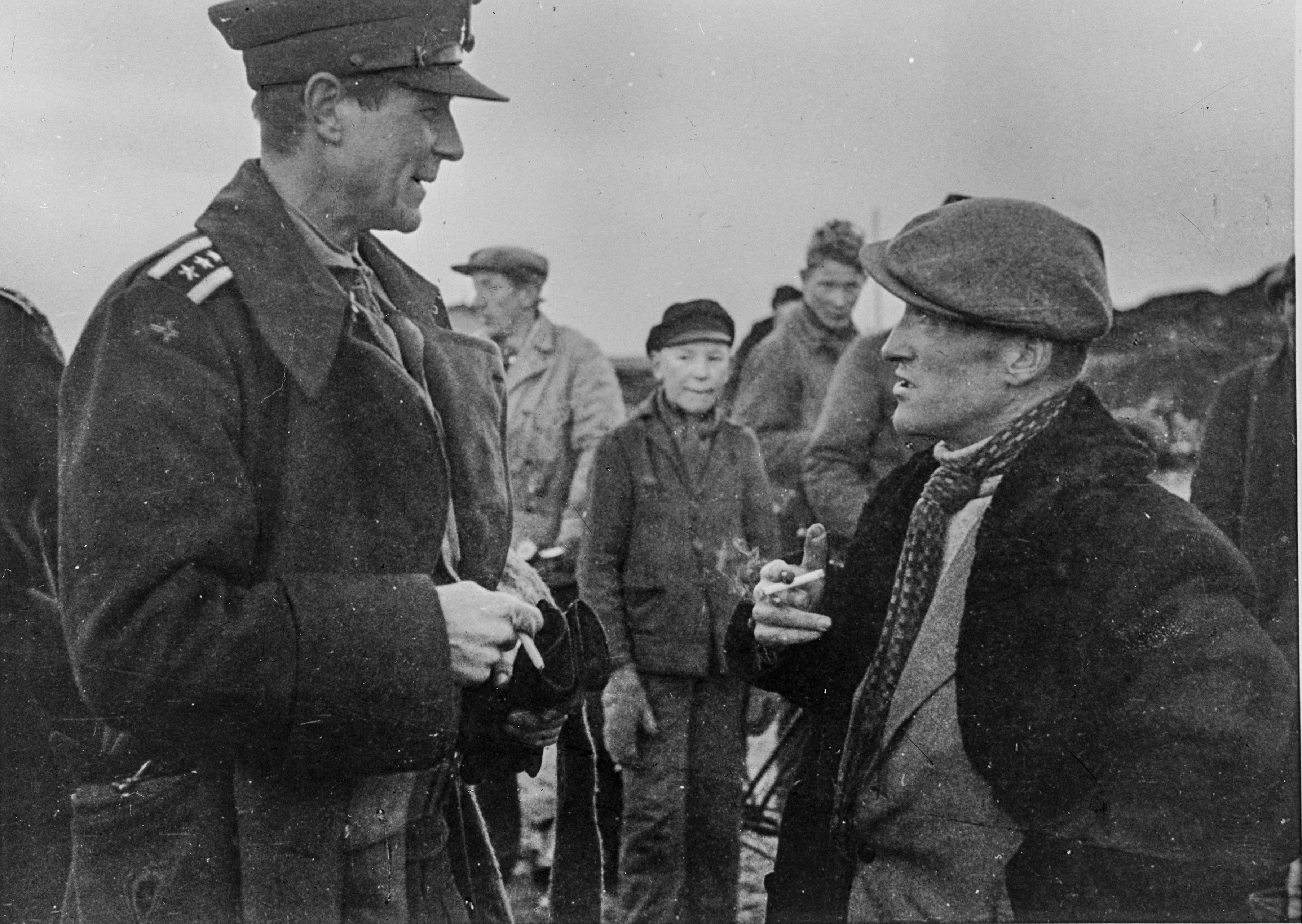
Назначенный после освобождения губернатор Финнмарка П. Холт (справа) беседует с главой норвежской военной миссии А. Д. Далем

Уинстон Черчилль в переписке со Сталиным назвал прибывший в ноябре 1944 года норвежский отряд «символическим»:

Мне сообщают, что Норвежский Посол в Москве и г-н Молотов договорились о численности символического норвежского военного отряда, который должен быть послан из Англии, в 120 человек и что позднее, в результате изучения этой цифры норвежскими военными властями в Англии, она была увеличена до 230. Этот отряд уже отплыл…
Советское командование также рассматривало норвежский контингент как вспомогательный по отношению к частям РККА в Финнмарке. Согласно приказу командующего Карельским фронтом от 8 ноября 1944 года командующему 14-й армией норвежский контингент передавался в оперативное подчинение армии, причем в приказе было указание — использовать норвежский отряд для «организации войсковой разведки на территории Норвегии в интересах армии с передачей его в оперативное подчинение корпуса или дивизии».
Норвежская сторона приняла меры по наращиванию численности своего контингента в Северной Норвегии. Потенциально было три источника пополнения: ввоз из Великобритании, норвежские «полицейские силы» из Швеции и организация призыва жителей Финнмарка. План переброски военного контингента из Шотландии в первой половине января 1945 года (с развертыванием операций ВВС и ВМС) был сорван из-за проволочек со стороны союзников СССР.

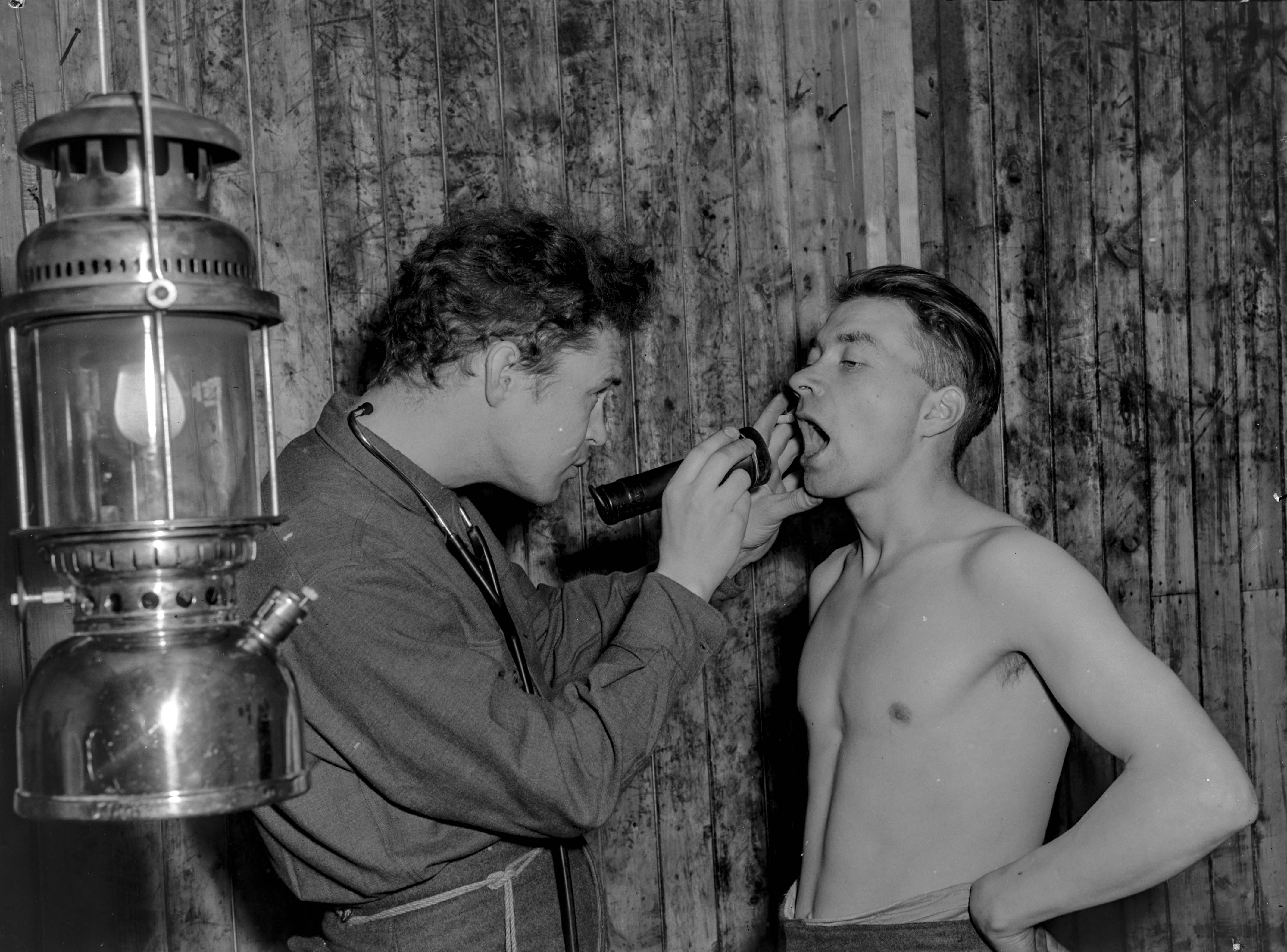
Медицинское освидетельствование норвежского новобранца в Финнмарке в бывшей немецкой казарме

В конце ноября 1944 года министр обороны кронпринц Улав призвал всех избежавших эвакуации мужчин-норвежцев присоединиться к норвежским войскам в Восточном Финнмарке. В итоге около 1 тысячи избежавших эвакуации мужчин Финнмарка вступили в вооруженные силы. С февраля 1945 года началась передислокация норвежских полицейских сил из Швеции.
Норвежские вооруженные силы в Финнмарке столкнулись с атаками со стороны немцев: авианалетами с аэродрома Бардуфосс (Тромсё) и постоянными набегами быстроходных катеров. В результате, часть Финнмарка норвежцы не контролировали. К концу войны ситуация была следующей: советские войска стояли в Восточном Финнмарке, а норвежские отряды размещались по всей территории Финнмарка, занимая в том числе полосу между советскими и немецкими войсками. Была сформирована норвежская гражданская администрация, которую возглавил П. Хольт.

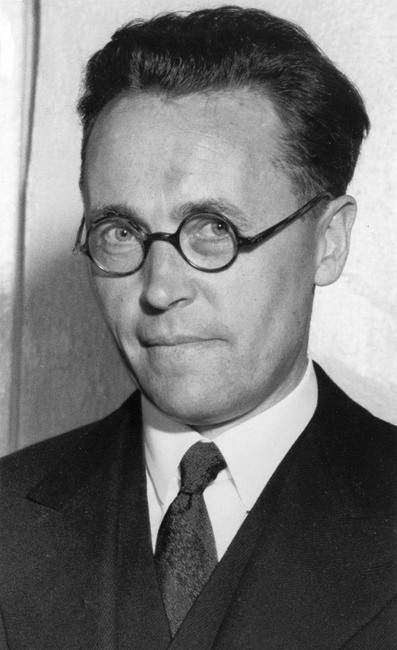
Министр труда Норвегии Терье Вольд посетил Финнмарк вскоре после его освобождения

Норвежские официальные лица придавали большое значение освобожденному Финнмарку. 14 ноября 1944 года поступило указание Генерального штаба Красной Армии командующему 14-й армией о том, что надо доставить из Мурманска в Киркенес прибывшего туда министра юстиции Норвегии Терье Вольда, которые приехал, чтобы встретиться с норвежским контингентом и засвидетельствовать свое пребывание на освобожденной норвежской земле. Поездка была осуществлена. 2 декабря 1944 года в нейтральном Стокгольме Терье Вольд дал пресс-конференцию (информация о которой была опубликована в «Известиях»), в ходе которой заявил, что «норвежские власти начали функционировать в освобожденной советскими войсками от немецкой оккупации Северной Норвегии» и отметил, что «русские всячески стараются помочь норвежскому гражданскому населению освобожденных районов Финмаркена».
Снабжение Финнмарка было поначалу скудным. Норвежское правительство хотело отправить корабли норвежских ВМС либо в Западный Финнмарк, либо в порт Тромсё. Однако британские власти возражали (советское правительство дало согласие) и в итоге первый конвой с припасами (5 кораблей норвежских ВМС) прибыл только 7 декабря 1944 года. Тем не менее к концу войны норвежское правительство наладило снабжение Финнмарка.

## Реэвакуация
По данным историка Ф. Фагертюна, около 75 % эвакуированных остались в местах прибытия.

## Наказание виновных в принудительной эвакуации
После войны Л. Рендулич в 1947 году предстал перед малым Нюрнбергским трибуналом, которому заявил, что тактика «выжженной земли» не была военным преступлением и была вызвана военной необходимостью. Американские судьи оправдали Рендулича по этому пункту обвинения.

## В культуре
- «Под каменным небом» — художественный фильм 1974 года, совместного производства киностудий Ленфильм (СССР) и Тимфильм (Норвегия);
- В 1981 году вышла книга норвежской писательницы Л. Торсен[норв.] (уроженки Финнмарка) «Finnmark brenner : minner og dagboksnotater fra 1944-1945», посвященная эвакуации;
- В 2018 году в Норвегии был снят 80-минутный документальный фильм «Пылающие воспоминания» («Brennende minner», режиссер Эллен-Астри Лундби), в котором описаны события эвакуации и показано как пожилые норвежцы, переживших эвакуацию, встречаются с детьми-мигрантами из Сирии и Судана.